# Religiosidade judaica
Religiosidade judaica é a maneira com que os judeus expressam seu judaísmo. Ao contrário do que possa parecer externamente, não há uma unidade religiosa judaica. Cada judeu expressa sua forma de religião, de acordo com o pensamento religioso comunitário ao qual adere.

## Judaísmo Rabínico
Judaísmo rabínico é o nome dado ao judaísmo tradicional, que aceita o Tanakh como revelação divina e a Torá Oral também como fonte de autoridade. Recebe este nome devido ao fato de dar grande valor aos ensinamentos rabínicos através dos tempos codificados principalmente no Talmud.
Suas principais ramificações são:
- Judaísmo ortodoxo
- Judaísmo conservador
- Judaísmo reconstrucionista
- Judaísmo liberal

Algumas ramificações dão grande ênfase à parte mística do judaísmo:
- Chassidismo
- Mashichismo

## Judaísmo Caraíta
O judaísmo caraíta opõe-se ao judaísmo rabínico ao desconsiderar a Torá Oral e enfatizar apenas o valor da Torá Escrita, o que o leva a desprezar a autoridade advogada por qualquer outra escritura fora do Tanakh, como o Talmud e outros textos. Para os caraítas, apenas o Tanakh tem uma revelação divina e, por isso, nenhuma pessoa ou grupo de pessoas pode impor aos outros a sua interpretação da Torá, como o fazem os estudiosos rabínicos. Sendo assim, os caraítas dão uma grande ênfase ao cumprimento literal da Torá.

## Judaísmo samaritano
O Samaritanismo é uma ramificação do Judaísmo praticada pelos judeus samaritanos, que dizem ser descendentes dos antigos habitantes do reino de Israel. Entre as principais diferenças, ainda mantêm as funções dos cohanim, crêem na santidade do monte Gerizim e aceitam unicamente a Torá (conhecida como Pentateuco samaritano) como escritura inspirada.

## Ramificações Marginais
Existem alguns grupos que se consideram judaicos, mas não são reconhecidos como tais por grande parte do judaísmo rabínico. Ainda que existam diversas ramificações como vimos acima, o Judaísmo Rabínico geralmente se atém a princípios básicos que o distinguem de outros grupos religiosos e permitem identificar ramificações que fujam destes princípios.

### Judaísmo messiânico e ebionismo
Entre estes pode-se mencionar o Judaísmo messiânico, o qual adere a práticas do judaísmo, mas crê em Yeshua ou, em sua forma mais conhecida, Jesus, como o Messias de Israel, integrando o Novo Testamento nas suas escrituras, dois aspectos que não fazem parte do judaísmo rabínico.
Algumas outras seitas de cunho ebionita que creem em Jesus como um Messias humano também defendem que sua religião é uma forma de judaísmo, ainda que não sejam aceitos tanto por judeus quanto por cristãos.

### Judaísmo Neo-Paganista
Pequeno grupo que mescla judaísmo e mitologia siro-canaanita, reconstruindo rituais e culto a El, Baal e Aserat.

### Judaísmo Budista
Tradicionalmente crê-se que o primeiro norte-americano a converter ao budismo tenha sido um judeu em 1893. Figuras como Joseph Goldstein, Jack Kornfield e Sharon Salzberg ensinam a doutrina budista entre os judeus.

### Judaísmo Islâmico
Existem pequenas comunidades judaicas que aceitam a Maomé e o Alcorão, mas retêm a identidade judaica, como é caso dos chalah de Bucara, do Juhidi Al-Islami do Irã e os Judeus de Timbuktu, no Mali.

### Shabataianos
Alguns judeus creem que o messias veio na figura (controversa) de Shabtai Zvi no século XVIII, que depois converteu-se ao Islã. Existe ainda hoje a comunidade Dohmneh na Turquia e Grécia, que segue uma religião sincrética, com elementos judaicos, cabalísticos, shabataianos, sufistas e islâmicos.

### Renovação Judaica
Forma alternativa de judaísmo que pretende adaptar a espiritualidade judaica,misticismo neo-hassídico e elementos da Nova Era com expressões contemporâneas.

### Judaísmo Humanista
Pensamento humanista e não teísta, mas que busca preservar a sabedoria da cultura judaica